# IC 2422
IC 2422 је галаксија у сазвјежђу Рак која се налази на листи објеката дубоког неба у Индекс каталогу.
Деклинација објекта је + 20° 13' 31" а ректасцензија 8h 54m 24,3s. Привидна величина (магнитуда) објекта IC 2422 износи 14,6 а фотографска магнитуда 15,6. IC 2422 је још познат и под ознакама MCG 3-23-16, CGCG 90-34, NPM1G +20.0187, PGC 24998.